# Gyetvai járás

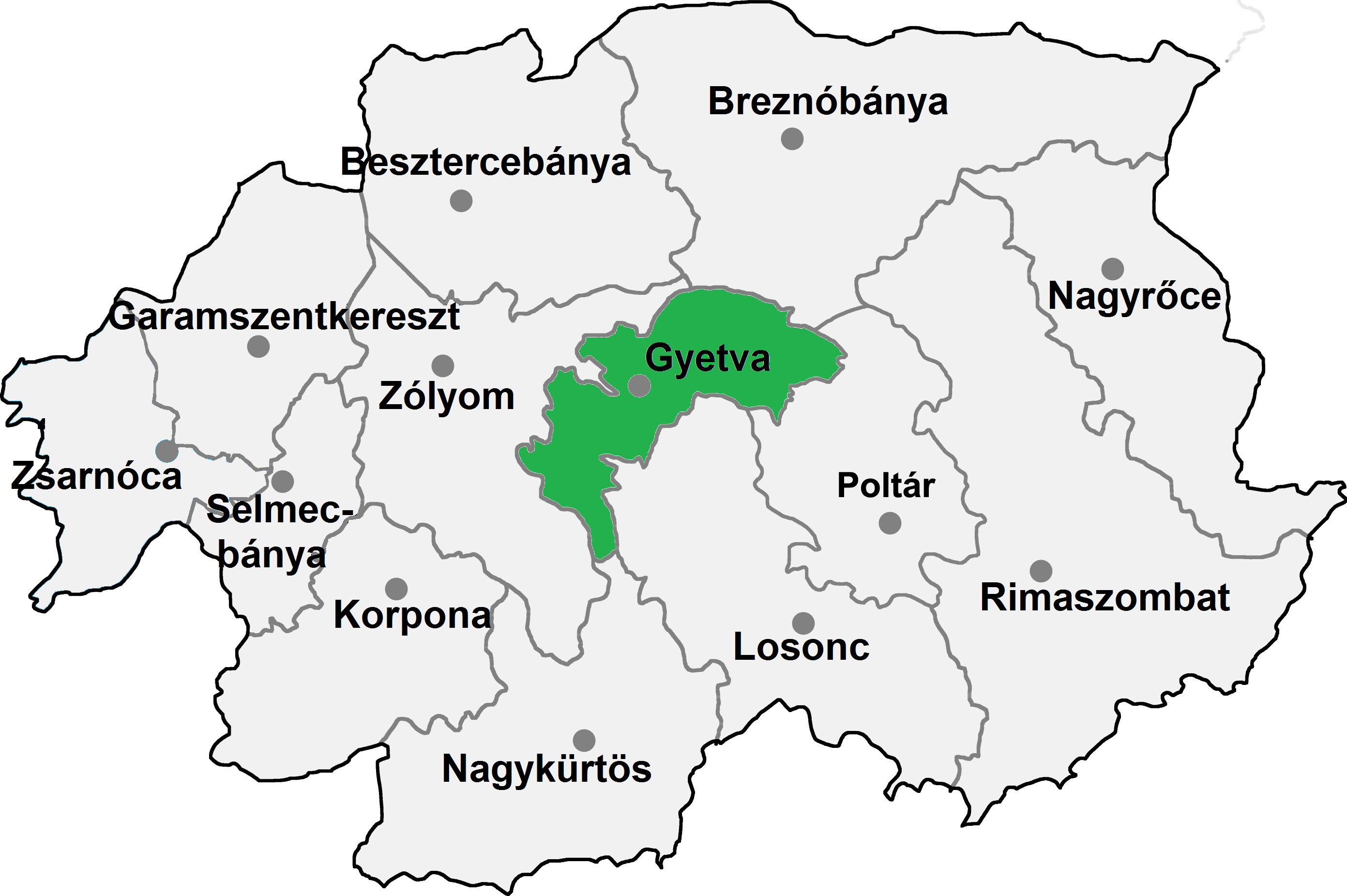
A Gyetvai járás

A Gyetvai járás (Okres Detva) Szlovákia Besztercebányai kerületének közigazgatási egysége. Területe 475 km², lakosainak száma 33 514 (2001), székhelye Gyetva (Detva). A járás területe nagyrészt az egykori Zólyom vármegye, egy kis rész délen és délkeleten az egykori Nógrád vármegye területe volt.

## Népessége
| Év:            | 1994.  | 2004.   | 2014.   | 2024.   |
| -------------- | ------ | ------- | ------- | ------- |
| Emberek száma: | 34 200 | 33 173  | 32 632  | 30 380  |
| Eltérés:       |        | -3,00 % | -1,63 % | -6,90 % |

| Év:            | 2023.  | 2024.   |
| -------------- | ------ | ------- |
| Emberek száma: | 30 562 | 30 380  |
| Eltérés:       |        | -0,59 % |

## A Gyetvai járás települései
- Divényhuta (Stará Huta)
- Divényoroszi (Podkriváň)
- Dombszög (Stožok)
- Felsőtisztás (Horný Tisovník)
- Gyetva (Detva)
- Hegyhát (Klokoč)
- Herencsvölgy (Hriňová)
- Kisócsa (Dúbravy)
- Krivány (Kriváň)
- Látka (Látky)
- Szalatnairtvány (Slatinské Lazy)
- Teknős (Korytárky)
- Végles (Vígľaš)
- Végleshutakálnok (Vígľašská Huta – Kalinka)
- Zólyommiklós (Detvianska Huta)